# Romkocsma

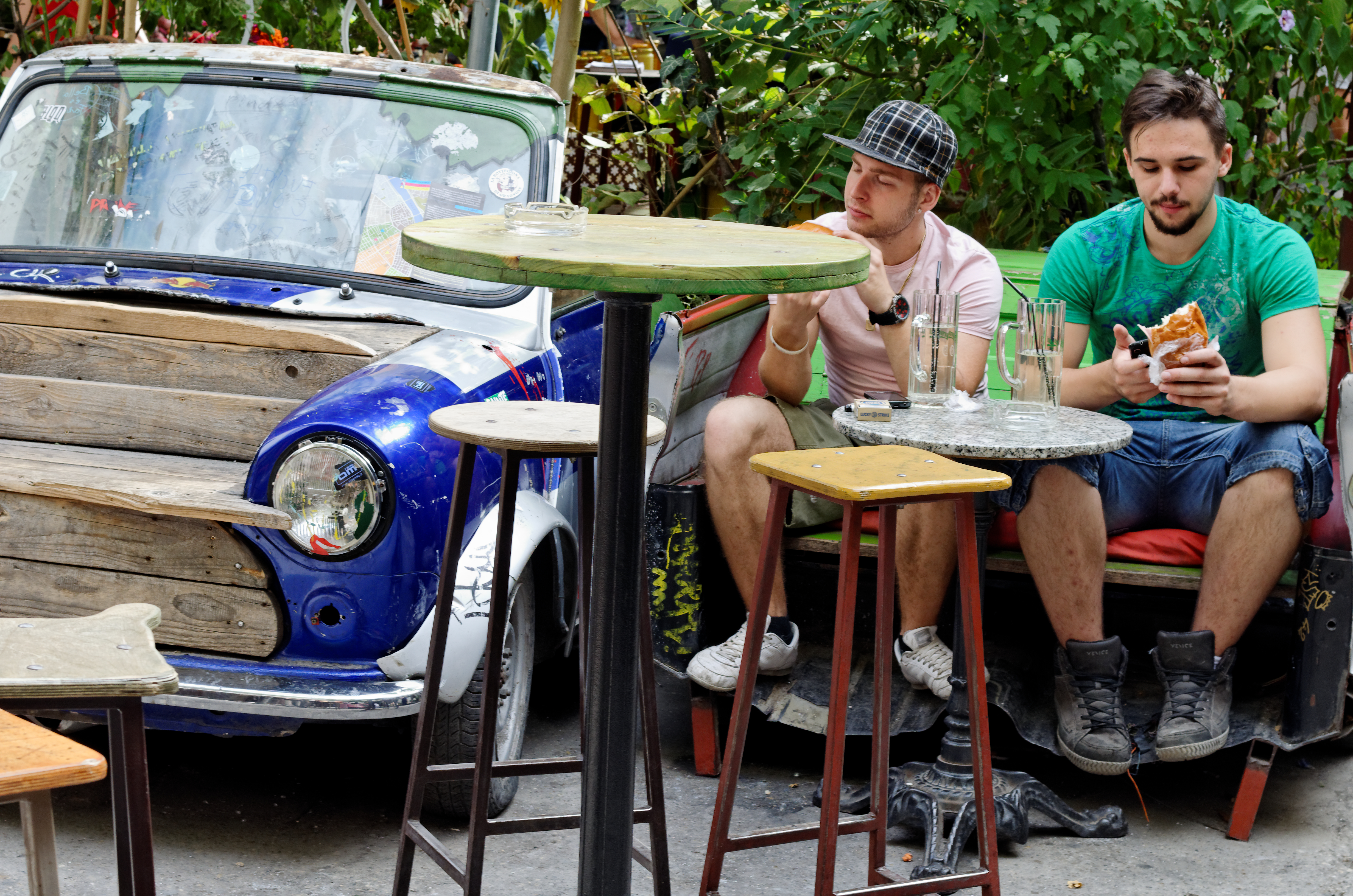
Dans la cour intérieure du Szimpla Kert à Budapest.

Le romkocsma (/ˈɾomkotʃmɒ/), ou dans sa traduction anglaise Ruin Bar / Ruin Pub, est un espace de divertissement nocturne caractéristique d'Europe centrale, particulièrement de la Hongrie. Il s'agit originellement de squats artistiques transformés en bars ou salles de concert. Signifiant littéralement « bar de ruine » en hongrois, la plupart des romkocsmas (en hongrois, romkocsmák) sont aménagés dans d'anciens immeubles d'habitation de centre-ville, tombés en ruine pendant la période communiste. 
Ce sont des lieux de rencontre de la jeunesse alternative ou underground des grandes villes d'Europe centrale (Budapest, Varsovie, Cracovie, Bratislava, Berlin, etc.) investis par ailleurs par les étudiants d'Europe occidentale. Fondés dans les années 1990 et 2000, ils sont représentatifs à plus d'un titre du post-communisme.

### Articles connexes

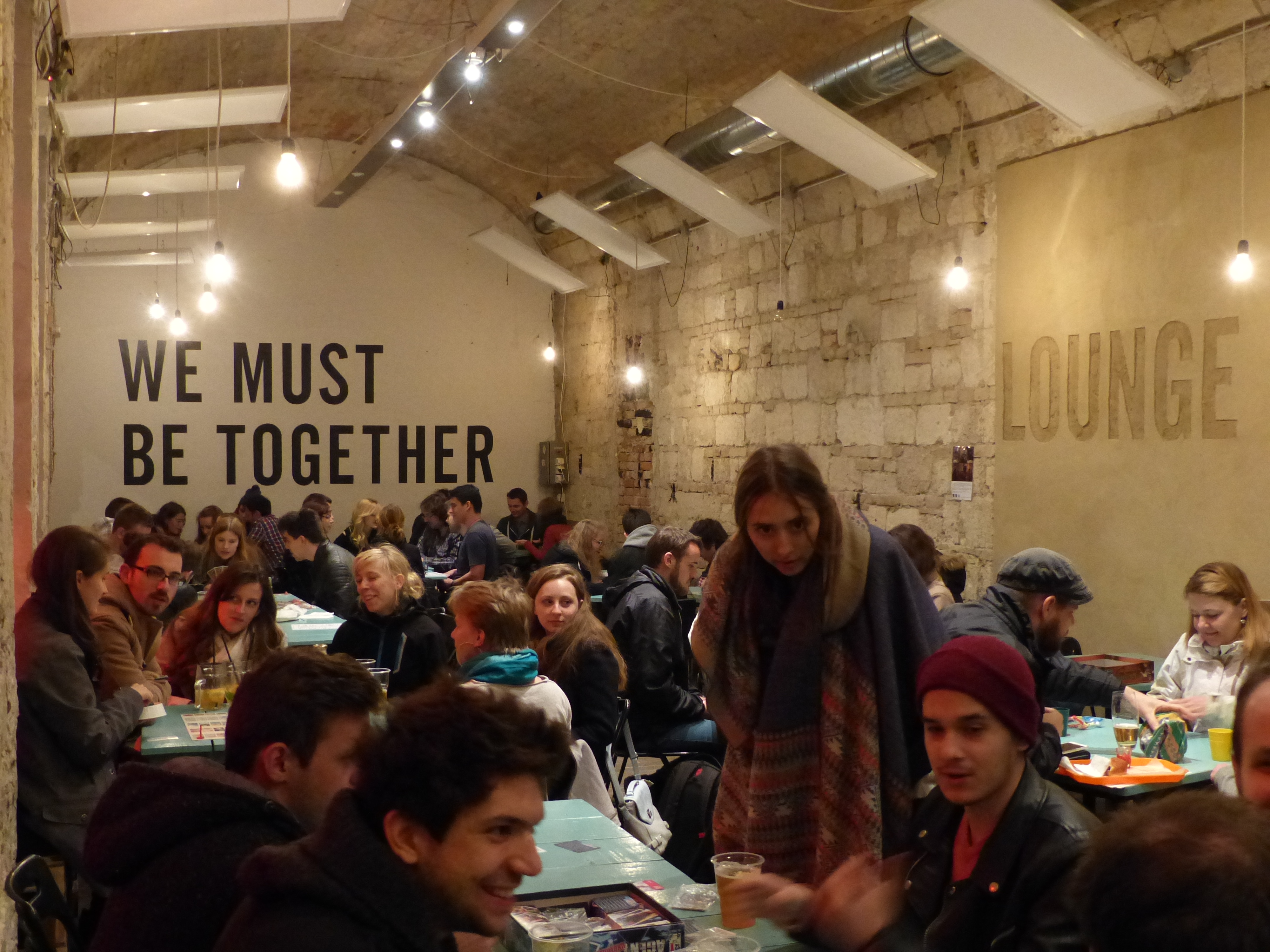
Anker't, un romkocsma rue Paulay Ede à Budapest.